# Onthophagus gazellinus
Onthophagus gazellinus là một loài bọ cánh cứng trong họ Bọ hung (Scarabaeidae).